# Endless Legend
Endless Legend — відеогра жанру глобальної стратегії фентезійної тематики, розроблена Amplitude Studios і видана Iceberg Interactive для Microsoft Windows та Mac OS X 18 вересня 2014 року.
Події гри розгортаються на планеті Оріга (англ. Auriga), одній з планет попередньої гри Amplitude Studios — Endless Space, а з Dungeon of the Endless вона має спільних персонажів. Фабулою слугує виживання цивілізацій планети в умовах постійного похолодання клімату. В оновленні «Eye of the Stars» (18 березня 2015) було додано епілог, в якому керована гравцем цивілізація покидає Орігу на космічному кораблі колишніх володарів планети Нескінченних.

## Ігровий процес

Вид на столицю та околиці на глобальній карті (доповнення Shifters).

### Розвиток цивілізації
Гравець покроково розвиває свою цивілізацію, при цьому слідуючи загальному сюжету із низки завдань, унікальному для кожної сторони. Світ генерується заново для кожної нової гри, а гравцеві надається можливість почати як на випадково згенерованому, так і налаштованому згідно основних параметрів (кількість материків, клімат, рельєф і т. д.). Карта світу розбита на регіони з шестикутною розміткою. У кожному регіоні можна заснувати одне місто, цим самим захопивши територію. Поки місто належить гравцеві, вся територія навколо контролюється ним. Для розбудови цивілізації слугують ресурси: їжа, виробництво, «прах», наука, вплив і кілька видів стратегічних ресурсів. Міста можуть торгувати з обмеженою кількістю інших міст, приносячи прибуток. Їжа визначає добробут і зростання населення, виробництво — швидкість створення споруд та тренування військ, вплив потрібен для дипломатії та задання плану розвитку держави, а «прах» слугує валютою і пришвидшує різні процеси. Для вивчення технологій потрібні очки науки, що генеруються кожного ходу науковими установами і спеціальними територіями, наприклад, тими, де є природні аномалії. Стратегічні ресурси, такі як цінні метали, витрачаються на створення зброї, обладунків, обмінюються на «прах». Крім того існують ресурси розкошу, такі як рідкісні речовини, призначені для продажу та отримання бонусів для всієї держави. Наприклад, споживаючи вино, населення має кращий настрій.
Успіх держави багато в чому залежить від доступних їй технологій. Їх розвиток має вигляд 6-и технологічних сфер, по одній для кожної епохи світу, розділених на чотири сектори (Економіка і населення, Війська, Прогрес і продукція, Імперія і експансія). Всього є 6 епох: Відродження, Слави, Просвітництва, Промислова, Героїчна і Кінець часів. Для відкриття наступної епохи слід вибрати визначену кількість технологій у попередній, але невивчені попередньої в такому разі подорожчають. Пізніші епохи дають доступ до нових стретегічних ресурсів, військ, а та держава, яка досягає найвищого розвитку, визначає загальну епоху світу (завдання, нагороди за них, вартість товарів). 
Жителі міст мають параметр «Схвалення», який відображає прихильність до правителя і продуктивність праці. В міру розростання держави рівень «Схвалення» падає, але може підвищуватися будівництвом спеціальних споруд або діями, які народ підтримує. Якщо в місті настає голод, або вороги беруть його в облогу, «Схвалення» і кількість населення поступово падають.
Бої відбуваються на карті світу, де виділяється поле бою у кілька шестигранників, а армії замість символічних фігурок набувають вигляду окремих бійців та загонів. На полі бою війська діють самостійно, гравець тільки визначає цілі і тактику. Бій триває 6 раундів і може завершитися як перемогою якоїсь зі сторін, так і нічиєю, коли в обох сторін на кінець останнього раунду лишаються війська. Загони екіпіруються поокремо зброєю, бронею і артефактами, що змінює їхні характеристики. Гравець може створити кілька профілів того самого виду військ з різними характеристиками. В більшості озброєння і спорядження визначається доступними технологіями. У кожної раси є три типи бійців: піхота, стрільці/маги і кіннота/авіація. Якщо асимілювати молодшу расу на підконтрольній території, гравець отримає і її базові війська. Молодші раси з часом стають сильнішими і навіть отримують змогу руйнувати міста. Крім регулярних військ можливо отримати найманців та каперів. Капери не можуть розвиватися, не можуть слугувати підкріпленнями, але ворог не знатиме хто керує ними і ті можуть нападати без оголошення війни.
Гравець може поставити очільником армії або міста героїв. Вони підвищують параметри у якійсь зі сфер життя держави та розвиваються, збільшуючи свій вплив та отримуючи нові можливості. Кожний герой має базові навички, а крім того унікальні для його класу і раси. З кожним рівнем розвитку стає доступна одна нова навичка. Вбиті герої з часом відроджуються. Вони мають інвентар, куди поміщаються зброя, нагороди, сувої, що певним чином змінюють характеристики й можливості.
На Орізі змінюються пори року, так коли настає зима, збирати їжу та «прах» стає складніше, пересування армій утруднюється, а населення може вимирати. Прихід зими — неточно задана дата, яка стається в діапазоні до 20-и ходів від «стандартного» початку сезону. В міру розвитку можна навчитися точно визначати час настання зими і ефективніше переживати холоди. З часом зими настають все частіше, зрештою триваючи довше за літо.
Дипломатія дозволяє укладати пакти, накладати ембарго, обмінюватися технологіями, ресурсами, оголошувати війну. На всі дипломатичні дії витрачаються очки впливу, генеровані спеціальними спорудами. Напасти на союзників неможливо, не обʼявивши перед цим війни і не сплативши штраф за порушення миру. Очки впливу також потрібні для тимчасового посилення якоїсь зі сфер життя держави.
Досягти перемоги можна експансією (захопити 80 % територій суші), війнами (знищити столиці всіх противників), економікою (добути певну кількість «праху»), дипломатією (добути певну кількість очок дипломатії), очками (заробити певну кількість очок імперії, які визначаються сукупністю всіх параметрів життя держави, за визначену кількість ходів), наукою (вивчити 6 технологій шостої епохи) і будівництвом «Чуда» (виконати всі 8 сюжетних завдань). Після досягнення перемоги виконанням сюжетних завдань відкривається завдання-епілог, що полягає у відшукуванні космічного корабля Нескінченних, його ремонті та запуску в космос, щоб покинути Орігу.

### Грабельні фракції
Оріга була планетою, де могутня цивілізація Нескінченних проводила експерименти під час громадянської війни. Коли Нескінченні загинули, створені в результаті експериментів істоти населили планету. Майже всі цивілізації Оріги втім походять з космічного корабля, яких зазнав аварії на цій планеті. Всі вони були ув'язненими, а після аварії розселилися поверхнею Оріги, користуючись природними багатствами та технологіями Нескінченних.
- Дикі мандрівники (англ. Wild Walkers) — людиноподібні рогаті істоти, мисливці і збирачі, які мешкають в лісах. Вони володіють таємницею формування будівель з каменів і живих дерев та поклоняються тотемам звірів, духи яких можуть вселяти в свої тіла за допомогою «праху». Мандрівники розриваються між цивілізованістю і дикістю, розуміючи переваги обох способів виживання на Орізі. Вони мають переваги в економіці на лісистих місцевостях влітку, а також отримують підвищений захист і прихованість на них. Сюжет полягає у відшукуванні давніх скарбів, щоб збудувати вежу, яка захистить цивілізацію від прийдешньої нескінченної зими[5].
- Розбиті лорди (англ. Broken Lords) — лицарі та містобудівники, які шанують честь, славу і справедливість. Колись були общиною гордих, але чесних людей з родючих долин. Внаслідок катаклізмів скористалися магією і отримали змогу вижити серед природних лих. Тепер вони існують у вигляді духів і лише займають сконструйовані матеріальні тіла-обладунки. Для підтримання життя їм доводиться випивати життєву силу інших істот, хоч це і суперечить їхній моралі. Вони використовують лише «прах» для свого розвитку і вміють шукати його краще за інші раси. Лорди прагнуть знайти спосіб позбутися необхідності вбивати[6].
- Стрибуни або Сховищники (англ. Vaulters) — людські клани, які довго жили в обширних підземеллях Оріги та досконало опанували шахтарське ремесло і майстрування. Їхній клан Мезарі, що зберіг назву предків, поступово відкрив, що легенди про пращурів, які вміли літати серед зірок, правдиві; вони є нащадками екіпажу тюремного космічного корабля, який 3500 років тому впав на Орігу. Набираючи достатньо ресурсів, Стрибуни вміють здійснювати телепортацію військ між містами, взимку збільшувати добування одного із ресурсів, обраного священним. Вони швидко розвивають науку і добувають ресурси. Метою Стрибунів є розкрити своє минуле, щоб зрештою відшукати і поремонтувати космічний корабель, на якому вони потрапили на Орігу[7].
- Некрофа́ги (англ. Necrophages) — комахоподібні чудовиська, метою яких є лише розмножуватися і розширювати свої володіння. Вони погано вміють добувати їжу землеробством, але можуть отримувати її після боїв з тіл убитих і від загального населення міст. Некрофаги не ведуть жодних переговорів і не укладають мир. Вони не мають стрільців, але збільшують свої армії, використовуючи трупи для створення нових істот, а війська сильнішають за кожну расу, з якою Некрофаги перебувають у стані війни. Сюжет Некрофагів будується навколо поширення планетою, щоб відкласти досить яєць, з яких цивілізація відродиться в майбутньому[8].
- Затяті маги (англ. Ardent Mages) — люди, котрі опанували використання «праху» для здобуття магічних сил, які однак завдають їм болю. З цієї причини Затяті маги сміливо зустрічають небезпеки, оскільки їхній спосіб життя породив стоїцизм. Затяті маги можуть будувати магічні колони, які дають бонуси в якійсь зі сфер життя суспільства. В бою їм доступна магія підтримки, а наука розвивається швидше, ніж в інших рас. Ця цивілізація прагне розкрити всі таємниці Оріги та досягнути віртуалізації, як це зробили Нескінченні[9].
- Мандрівні клани (англ. Roving Clans) — люди, відважні дослідники і торговці. Їхні каравани стійкіші та швидші зі каравани інших рас. Взимку вони сильно зменшують добування «праху», але отримують додатковий при торгівлі. Клани можуть розвідувати більше інформації, маніпулювати ринками як для отримання прибутку, так і завдання шкоди противникам, але не можуть оголошувати війну. Метою є досконало опанувати добуттям «праху», аби збудувати наймогутнішу економічну імперію для своїх нащадків[10].
- Дра́ккени (англ. Drakken) — рептилії, які шанують мудрість та історичну спадщину. Їхні війська малочисельні, проте винятково сильні. Драккени можуть навʼязувати мир або союз та вивідувати місцезнаходження столиць противників. Маючи на території стародавні руїни, вони отримують бонуси до свого впливу і розвитку науки. Драккени прагнуть дослідити своє минуле й відродити колишню велич цивілізації, щоб зберегти Орігу якою вона є[11].
- Культисти Вічного кінця (англ. Cultists of the Eternal End) — адепти культу, який прагне знищити всі сліди існування своїх творців Нескінченних, проти яких колись повстали. Адептами є різні істоти, але чільне місце належить подібним на роботів, котрі поклоняються комп'ютеру Нескінченних, який називають Королевою. Їхнє єдине місто побудоване навколо «Трону Королеви», з цієї причини вони не можуть будувати інші міста, але здатні переманювати на свій бік зустрінуті племена. Також вони можуть розвивати столицю до вищого рівня, ніж інші раси. Метою Культу є об'єднати народи Оріги під владою Королеви і її віри[12].
- Забуті (англ. Forgotten) — народ обманщиків і маніпуляторів, який відколовся від Стрибунів. Був вигнаний з підземель, що змусило Забутих виживати злочинами та підступністю. Вони не можуть користуватися наукою, проте можуть добувати нові технології за «прах». Забуті майстерно вміють проникати на ворожі території та розвідувати обстановку і здійснювати диверсії: красти, захоплювати міста, вбивати правителів. Забуті прагнуть помститися за своє вигнання, чого б це не вартувало.
- Алла́ї (англ. Allayi) — перші жителі Оріги, що існували там поряд зі Вартовими і пам'ятають прихід Нескінченних, які перемогли їх. Аллаї відображають природу Оріги, будучи мирними влітку і стаючи агресивними взимку, що відбивається в ціні на дипломатичні дії. Вміють змінювати свою форму, залежно від сезону; взимку рухаються швидше. Населення потребує більше їжі за інші раси, але «скат» аллаїв здатний автономно збирати ресурси, не потребуючи на даній території міста. Аллаї прагнуть «вилікувати» планету від наслідків дій Нескінченних та війн, щоб забезпечити відродження планети після зими.
- Морґа́вр (англ. Morgawr) — виведені в лабораторіях Нескінченних істоти, об'єднані в колективний організм під назвою морґавр, прокинулися з установкою на постійну еволюцію і прагнуть завоювати сушу. Будучи водними істотами, вони не вміють відпочатку добувати вогонь чи виплавляти метали, проте володіють телепатією, завдяки чому здатні підкоряти своїй волі інших істот. Морґвар ефективніше за інших користується водними просторами. Колектив має особливу здатність «Чорна мітка», яка дозволяє всім вільно атакувати обрану ворожу державу і отримувати за це прибутки. До того ж морґавр підкорює менші фракції, витрачаючи лише очки впливу. Метою цієї цивілізації є досягнути панування і власної свободи від машин Нескінченних.
- Ка́паку (англ. Kapaku) — карлики, переселені Нескінченними з рідної планети, якій загрожував катаклізм. Капаку, хоча самі порівняно слабкі, володіють умінням створювати могутніх ґолемів і здібностями до інженерії. Їхні війська здатні перетворювати території на вулканічні ландшафти, що надають збільшене виробництво та видобуток «праху», при цьому стаючи непридатними для використання більшістю інших фракцій. Отримують особливі бонуси від «Затемнень „праху“» і руїн Нескінченних. Капаку прагнуть перетворити Орігу на подобу своєї рідної планети, або принаймні лишити там свій слід.
- Міка́ра (англ. Mykara) — симбіотичний організм, що пронизує всю Орігу, подібно до грибниці. Володіє лише одним містом, з якого натомість може поширювати свої ростки, щоб захоплювати контроль над джерелами ресурсів і малими фракціями будь-де в розвіданих територіях. Завдяки підземним тунелям між руїнами ростки та війська можуть швидко переміщуватись навіть між материками. Мікара погано добуває стратегічні ресурси, проте ефективно створює їжу та виробництво. Цей організм здатний захоплювати міста інших фракцій, при цьому отримуючи від кожної унікальний бонус, і збільшуючи їх оборону. Володіння приборканими істотами урканами дає додаткову користь. Мікара перебуває в симбіозі із врятованою жінкою Стрибунів, яка намагається помститися Затятим магам і знайти місце, де Мікара зможе пережити зиму.

## Завантажувані доповнення
- Shadows — додає фракцію Забутих, ігровий процес якої заснований на шпигунстві і диверсіях, та засоби протидії їй для інших фракцій. Доповнення вийшло 29 квітня 2015 року[13].
- Guardians — додає істот-велетнів Вартових, які вибралися з ув'язнення прадавньої цивілізації Нескінченних. Вартові втілюють стихії та можуть служити гравцеві на полі бою. Прикликання Вартових можливе після вивчення відповідної технології або приборкання їх силою. Кожен Вартовий може існувати в кількох екземплярах. Також були додані магічні самоцвіти для надання нових можливостей їм, нові легендарні завдання і глобальні події. Доповнення вийшло 29 квітня 2015 року[14].
- Forges of Creation Update — безкоштовне доповнення, що містить нових героїв, артефакти та виправлення помилок. Вийшло 19 листопада 2015 року[15].
- Shifters — надає нову фракцію аллаїв, нові будівлі й артефакти. Тепер взимку на планеті виникають «перлини», за які на спеціальному вівтарі можна отримувати додаткові технології, створювати артефакти та збільшувати імовірність вигідних подій. Крім того взимку замерзають невеликі водойми, роблячи їх доступними для перетину піхотою. Вийшло 7 квітня 2016 року[16].
- Tempest — розширює ігровий процес багатим використанням водних просторів. Дозволяє битися морськими флотами, захоплювати води, а на планеті тепер враховуються такі явища як хмари, дощі й бурі. В морях додаються свої малі фракції та джерела ресурсів з фортецями, які можна розбудовувати під свої потреби. Доповнення включає небезпечних морських чудовиськ і нову фракцію морґавр, що мешкає в воді. Також надає нові квести, предмети для героїв і музику. Вийшло 14 жовтня 2016 року[17].
- Inferno — додає фракцію капаку, вулканічні ландшафти, аномалії, та нові природні явища. Зокрема, «Затемнення „праху“» дають кожній фракції унікальний бонус над територіями, де тривають. Також живлять сховані технології Нескінченних, дозволяючи повторно обшукувати руїни. Періодично на планеті формуються «Злиття „праху“», що посилюють армії, котрі їх підберуть. Видане 2 серпня 2018 року[18].
- Simbiosis — додає фракцію Мікара, представлену як істот дикої природи, та велетенських істот урканів, перемога над якими дає бонуси. Існує три уркана, кожен з яких, будучи приборканим, дає суттєві бонуси одному місту хазяїна, або штрафи місту його ворога. Вийшло 24 січня 2019 року[19].
- Monstrous Tales — містить 12 багатоступеневих квестів і нові малі фракції. Вийшло 6 травня 2021 року[20].

## Оцінки й відгуки
| Агрегатор    | Оцінка |
| ------------ | ------ |
| GameRankings | 83%    |
| Metacritic   | 82%    |

| Видання        | Оцінка |
| -------------- | ------ |
| Eurogamer      | 80%    |
| GameSpot       | 80%    |
| IGN            | 83%    |
| PC Gamer (США) | 89%    |

Endless legend зібрала в більшості позитивні відгуки критиків. На агрегаторі Metacritic вона зібрала середню оцінку у 82 бали зі 100, а наGameRankings 83 % схвалення.
Оглядач IGN оцінив гру в 8.3/10, підсумувавши свій огляд словами: «Endless Legend [відбувається] на одній з найвидатніших, найпрекрасніших карт в історії ігор. Вона поєднує стиль, зміст і сетинг в чудесний загальний досвід однаково як розбудови імперії, так і тактичних сутичок. Вона дещо програє у глибині стратегії, але є стратегічною грою з яскравою науково-фантастичною і фентезійною атмосферою.»
На Eurogamer грі дали 8/10 з висновком: «Кожна нова гра в Endless Legend виглядає інакше і яскраво завдяки її добре проопрацьованим різним фракціям на ранніх, нечітких моментах, однак ці відмінні історії починають зливатися в деяких місцях, стаючи однаковим досвідом».